# Hasüreg

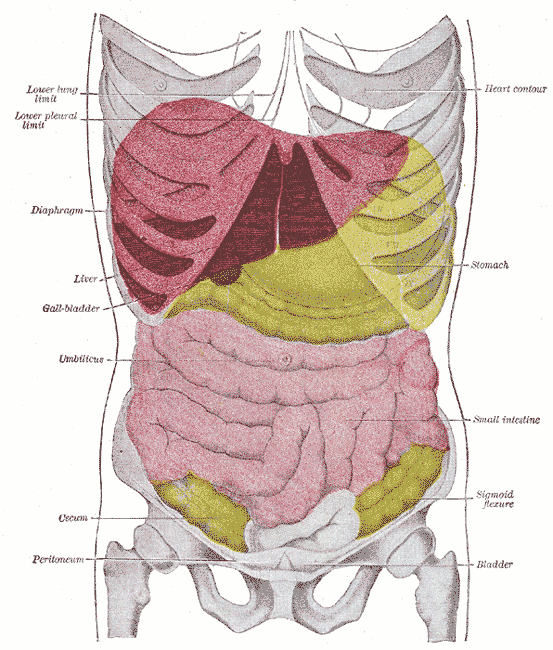
A hasüregi szervek vázlatos elölnézete. A vastagbél jelentős részeit eltávolították.

A hasüreg számos fontos szervet foglal magába, amelyek többségéről önálló szócikk van. Ennek a szócikknek ezért nem célja az egyes hasüregi szervek anatómiájának és működésének részletezése. A szócikk a hasüregi szervek helyzetével, egymáshoz való viszonyával (topográfia), hashártyaviszonyaival, azaz tájanatómiájával foglalkozik. A hasüregben történő tájékozódáshoz támaszkodik a Has szócikkben leírtakra, és természetesen utal más, a hasüregi szervekkel foglalkozó szócikkekre.

## Határai
A hasüreg határait alapjában mindenütt izmok és kötőszövetes borításuk (fascia) képezik, még ott is, ahol az izmoknak csontos alapzatuk van. A felső határt a rekesz kupolái képezik, amelyek mélyen benyúlnak a mellkas üregének alsó részébe. Jobb oldalon a negyedik, bal oldalon az ötödik bordaközig érnek fel (a medioinguinalis/medioclavicularis) vonalban/síkban. (Ezek természetesen "normál" átlagértékek, amelyeket a légzés állandóan, a hasűri nyomás pedig esetenként jelentősen befolyásol.
Elülső, oldalsó, részben hátsó határ: a has szócikkben leírt hasizmok és kötőszövetes rendszerük. Hátsó határ: főleg a lumbalis gerincről eredő izmok (a rekesz szárai, a nagy horpaszizom (m.psoas major), a csípőtaréj és a XII. borda közötti négyszögletes izom (m. quadratus lumborum), lent a nagymedence területén a csípőcsont belső felszínéről eredő csípőizom és kötőszövetes borítása (m. iliacus et fascia iliaca). Mivel a hasüreg mindkét nemben a kismedence felső részébe is beterjed, az itteni alsó határ elég bonyolult, részletezése itt feleslegesnek tűnik, annyi azonban általánosságban megállapítható, hogy nagyjából a kismedencei szervek felső harmadára terjed ki.

## Hashártya,hashártyaviszonyok
A hasüreg falát és szerveinek többségét egy savós hártya, a hashártya (peritoneum) béleli ill. borítja. A fali hashártya a (peritoneum parietale), a zsigereket borító hashártya a (peritoneum viscerale) (ez utóbbinak számos fontos képződménye van, amelyek egy jelentős része az alábbiakban kerül tárgyalásra). A két réteg közötti résben (cavum peritonei), normál körülmények között néhány cseppnyi síkosító anyag van. Kóros körülmények között azonban felszaporodhat itt a szív elégtelen működéséből, vagy a májkeringés akadályozottságából adódó folyadékgyülem (transzudatum), vagy gyulladás okozta váladékgyülem (exudatum).
A hasüreg hashártya mögötti tere a retroperitoneum. A hashártya alatti kismedencei szervek infraperitonealis helyzetűek. (A preperitonealis és supraperitonealis elnevezésnek nincs sok gyakorlati értelme.) Azok a hasüregi szervek, amelyeket hashártya borít és csak hashártyakettőzetek rögzítenek többé-kevésbé mozgathatóan a hasfalhoz, intraperitonealis helyzetűek. Bizonyos hashártyakettőzeteket vagy redőket hashártyaszalagoknak (ligamentum) neveznek, de hangsúlyozni kell, hogy ezek szerkezete messze eltér a csontok összeköttetéseinél szereplő szalagoktól.

## Ahasüregiszervekhelyzete,hashártyaviszonyai, érintkezései más szervekkel
Tájékok lásd: 

## Máj(hepar)helyzete

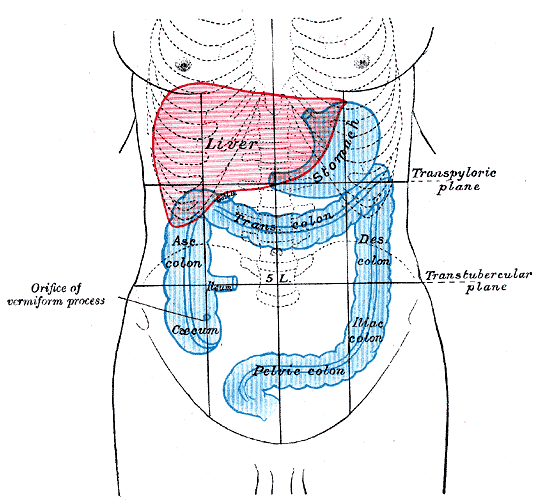
A máj, a gyomor és a vastagbél szakaszainak vetülete.

A (lásd még: A máj anatómiája) a legnagyobb hasüregi mirigyes szerv. A jobb hypochondriumot teljesen kitölti, de az epigasrtriumon keresztül a bal hypochondriumba is benyúlik. Felső felszíne a rekeszhez fekszik hozzá, és ahhoz nagyjából frontális helyzetű hashártyaszalagok rögzítik (koronaszalagok). Egy megközelítőleg sagittalis helyzetű, az előbbiekből kiinduló „sarlószalag” a köldökvéna elhegesedett maradványának megfelelő és a köldöknél rögzülő kerek szalagig fut. A sarlószalag osztja a májat jobb és bal lebenyre. Az epigastriumon áthaladó része részben az elülső hasfallal érintkezik. Intraperitonealis szerv. Csak a hátsó felszínen van egy kis hashártyamentes terület. Itt a máj és a rekesz között található a jobb vese felső pólusán a jobb mellékvese. A területet balra a vena cava inferior határolja, amely szorosan hozzánő a máj állományához. A máj alsó felszínének tagozódása és érintkezései is bonyolultabbak. Az alsó felszínen a máj állományához hozzánőve található az epehólyag. Az alsó felszín érintkezik, a gyomor kis görbületével, a patkóbél felső részével, a haránt vastagbéllel és a vastagbél jobb oldali felszálló szárának a haránt szakaszba való átmenetével. Hátul érintkezik a hasi aorta kezdeti szakaszával és a rekesznek az aortanyílást határoló száraival. Alsó felszínének barázdarendszerében tapad a gyomor kisgörbületével összekötő hashártya kettőzet, a kiscseplesz, amelynek jobb széle a ligamentum hepatoduodenale. Sajátos kettős vérellátása van a májkapugyűjtőérből és a truncus celiacus rendszeréből származó saját artériájából.

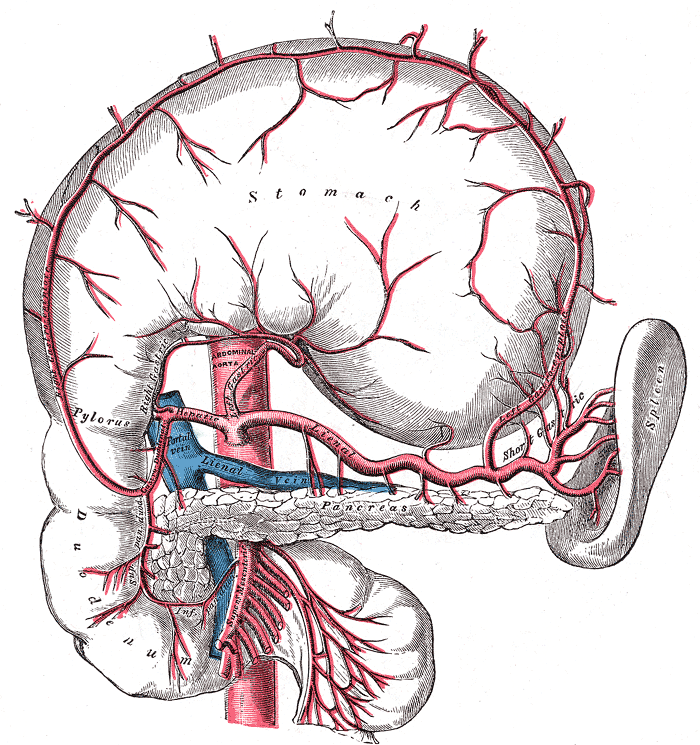
Az (arteria celiaca) ágrendszere.

## Gyomor(ventriculus seu gaster)
A nagyobb részben a bal hypochondriumban helyezkedik el. Teljes egészében intraperitonealis szerv. Legfelső kiöblösödő része a bal rekeszkupolába fekszik bele. Itt érintkezik a léppel. Kis görbülete a máj alsó felszínével érintkezik. Nagy görbülete a haránt vastagbéllel, elülső fala részben az elülső hasfallal, hátsó fala a bal vesével és mellékvesével és a hasnyálmiriggyel érintkezik. Helyzete teltségi állapotától és a testhelyzettől erősen függ. A szomszédos szervekhez hashártyaszalagokkal kapcsolódik. Így a rekeszhez, léphez, haránt vastagbélhez, kisgörbületénél pedig a kiscsepleszen keresztül a máj alsó felszínéhez. Vérellátását a háromosztatú verőér (truncus celiacus) rendszeréből kapja.

## Lép(lien)
A bal hypochondriumban helyezkedik el. Domború felszíne a rekesszel, visceralis felszínének benyomatai a bal vesével és a gyomorral érintkeznek, alsó pólusa a haránt- és leszálló vastagbél átmenetét rögzítő erősebb hashártyaszalagra támaszkodik. A rekeszhez és a gyomorhoz hashártyakettőzetek rögzítik. Verőere a (truncus celiacusból) ered

## Patkóbéléshasnyálmirigy(duodenum et pancreas)
A patkóbél a gyomorkimenetnél (pylorus) kezdődik az első lumbális csigolya magasságában, alsó haránt szára a harmadik lumbális csigolya magasságában húzódik és a gerinc bal oldalán éles hajlattal megy át az éhbélbe. A középső szakasz felső és alsó rész között a jobb oldali vesekapu medialis részén fut le. A felső intra-, a középső és alsó szakasz retroperitonealis. Vérellátása a truncus celiacust és a felső bélfodri verőeret összekötő ágakból származik. A hasnyálmirigy retroperitonealis elhelyezkedésű. A fej a patkóbél homorulatában helyezkedik el, a test a hátsó hasfalon fokozatosan elkeskenyedve egészen a lép kapujáig elér, végső szakasza elhalad a bal vese előtt. A fej-nyak határ mögött van a vena cava inferior és az aorta, utóbbiból a felső szélnél a háromosztatú artéria, alsó szélénél a felső bélfodri artéria lép elő. A hasnyálmirigy felső szélén haránt fut a lép artériája (ez biztosítja a mirigy testének és farki részének vérellátását) és vénája. A lépvéna és a felső bélfodri véna összeömlésével a hasnyálmirigy fejénél alakul ki a májkapugyűjtőér (vena portae).

## Kiscseplesz(omentum minus)éscseplesztömlő(bursa omentalis)
A gyomor kisgörbületét a máj alsó felszínével összekötő hashártyakettőzet a kiscseplesz, a mögötte lévő tér a cseplesztömlő.

## Ligamentum hepatoduodenale
A cseplesztömlő bementi nyílását határolja elölről. Jobb szélén halad a közös epevezeték, (ductus choledochus), amely a hasnyálmirigy fejének állományában többnyire összeömlik a hasnyálmirigy fő kivezetőcsövével és azzal ömlik be a patkóbél homorulatában lévő szemölcsön lévő nyíláson keresztül. Előbbitől balra fut a máj saját artériája, a kettő között és mögött pedig a májkapuvéna. Ezek kötőszövetes környezetében hálózatot alkotva a nyirokerek és az autonóm idegfonat található.

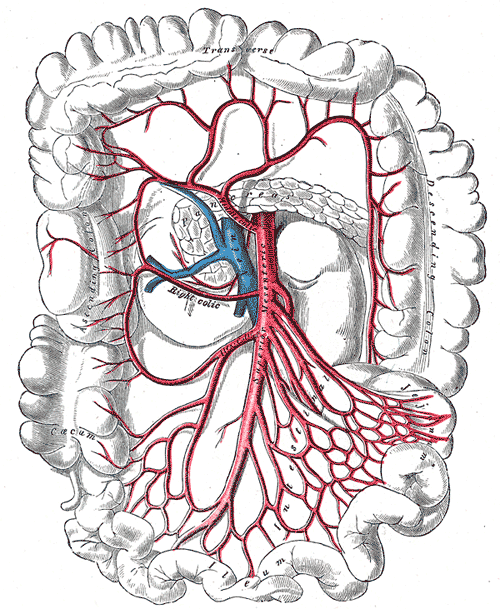
A felső bélfodri verőér (arteria mesenterica superior) ágrendszere.

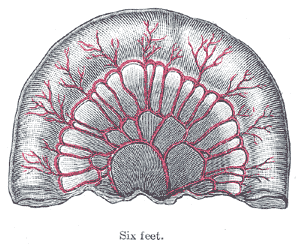
A felső bélfodri verőér árkádos szerkezete.

## Éhbéléscsípőbél(jejununum et ileum)
Az éhbél zömmel a hasüreg jobb felső, a csípőbél pedig annak bal alsó részében helyezkedik el.

## Bélfodor(mesenterium)
A bélfodor (mesenterium) a vékonybél rögzítésére szolgáló hashártyakettőzet, a bél egyik szélén tapad (mesenterialis szél), a bél ezzel szemben lévő széle az (antimesenterialis) szél. A bélfodor gyökere (radix mesenterii) a hátsó hasfalon rögzül a nyombél és éhbél átmenetétől (flexura duodenojejunalis) a jobb csípőárokba (fossa iliaca) a csípőbélnek a vastagbélbe való beszájadzásáig tart. A bélfodorban ágazódnak el (és sajátos többszörös árkádrendszert alkotnak) a vékonybeleket ellátó felső bélfodri artéria ágai. A vékonybelek összeszedődő vénái a májkapuvénába ömlenek. A bélfodorban nagyon sok nyirokcsomó és sűrű nyirokérhálózat van. A gazdag nyirokérhálózatnak saját elvezetése van (truncus intestinalis). Sokáig úgy gondolták, hogy több, különálló szövetdarabból áll, 2017. január 3. azonban publikálták, hogy a bélfodor egy különálló szerv.

## Vastagbél(intestinum crassum)szakaszai
A vastagbél a – vékonybél benyílása alatt, a jobb csípőárokban elhelyezkedő – vakbéllel kezdődik. Ennek egy nyúlványa az – emberben csökevényes féregnyúlvány (appendix vermiformis) – amelyet nyirokszervnek is tekintenek. Elhelyezkedése változatos.
A vakbél a felszálló vastagbélbe folytatódik, a máj alatt egy éles hajlattal megy át a haránt vastagbélbe, majd ez utóbbi a lép alatti hajlattal a leszálló vastagbélbe, amely a bal csípőárokban a szigmabélbe folytatódik, ez a kismedencében lévő végbélbe megy át. A vastagbél mintegy "bekeretezi" a vékonybeleket. A haránt vastagbél bal oldali harmadáig a vastagbelet a felső, innen az alsó bélfodri verőerek látják el. (A végbél középső harmadát a belső csípőverőér, alsó harmadát az artéria pudenda interna látja el.)

## Mesocolontransversum(vastagbél hashártyakettőzete)
A vastagbél egyes szakaszait rögzítő hashártyakettőzet. Ilyen lényegében csak a haránt vastagbélnél és a szigmabélnél, valamint a végbél felső harmadánál (és változóan a vakbélnél) van. A vastagbél többi szakasza keskeny csíkban rögzül a hátsó hasfal képződményeihez, ettől függetlenül alapvetően intraperitonealis helyzetűnek tekinthetők.

## Májkapugyűjtőér(vena portae)
A májkapuvéna (vena portae) páratlan hasüregi szervek vérét szedi össze, a hasnyálmirigy fejénél a lépvéna és a felső bélfodri véna összeömlésével alakul ki.

## Retroperitoneum(hashártya mögötti tér)
A peritoneum hátsó fali lemeze mögött tér a retroperitoneum, az itt található szervek retroperitonealis helyzetűek. (Ezek közül fentebb említésre került a nyombél alsó kétharmada és a hasnyálmirigy.

## Nagyerek(aorta abdominalis)et(vena cava inferior)
A leszálló aorta a rekeszen keresztül saját nyílásán keresztül lép be a hasüregbe, a gerinc előtt bal oldalon fut le és a negyedik ágyéki csigolya magasságában oszlik közös csípőverőerekre. A vesekapukhoz futó erős páros ágai a veseartériák. Kisebb páros ágakat a mellékvesékhez. Hosszú – a nagy horpaszizmon lefutó ágai – férfiban a herékhez (arteria testicularis), nőben a petefészkekhez (arteria ovarica) haladnak. A vena cava inferior a belső csípőerek összeömléséből jön létre, a gerinc előtt jobb oldalon fut a máj hátsó felszínéhez, aminek állományával szorosan összenőtt. A rekeszen saját nyílásán átlépve közvetlenül beömlik a szív jobb pitvarába. A vesevénák az artériák előtt futnak, a kisebb ágak követik a megfelelő artériákat. A nagyerek és a veseerek előtt elhalad egy kötőszövetes lemez, amely oldalt a vesék előtt is folytatódik.

## Vesék(ren)
A vesék állományát közvetlenül egy kötőszövetes tok borítja, amelyen kívül egy zsíros tok veszi körül, elől pedig elhúzódik a nagyereknél említett kötőszövetes lemez (fascia renalis). Felső pólusaik a középvonalhoz valamivel közelebb vannak, mint az alsók. Hátsó felszínük a nagy horpaszizomhoz, a négyszögű ágyékizomhoz és a rekesz ágyéki részéhez fekszenek hozzá. A vesekapu kissé befelé, lefelé és előre néz. A vesekapun áthaladó nagyobb képletek – elölről hátrafelé – a vesevéna, a veseartéria és a húgyvezeték. 
A vesék a 12. háti és az 1. és 2. ágyéki csigolyák magasságában vannak, a jobb oldali a nagy teret elfoglaló máj miatt fél csigolyatesttel lejjebb. (12. borda a jobb vese felső pólusa fölött halad el, a bal vesét 1/3:2/3 arányban osztja. A jobb vese felső fele benyomul a máj hashártyával nem borított hátsó felszíne és a rekesz közé. Elülső felszínének alsó részéhez a vastagbél jobb oldali hajlata, vesekapui részéhez a patkóbél leszálló része fekszik hozzá. A bal elülső felszíne vese a gyomorral, a léppel, a vastagbél baloldali hajlatával és vékonybélkacsokkal érintkezik.

## Mellékvesék(glandula suprarenalis)
Mindkét oldali vese felső pólusán, a zsíros tokon belül helyezkednek el.

## Húgyvezeték(ureter)
A kétoldali húgyvezetékek (ureter) vesemedencékből (pelvis renalis) indulnak ki (30 cm hosszúak és 5 mm vastagok). Hasüregi szakaszuk a nagy horpaszizom (musculus psoas major) hasán ferdén befelé húzódnak, a kismedencébe a közös csípőverőér oszlásánál lépnek be. Nőknél fontos kereszteződésük van a méhartériákkal.

## Nyirokelvezetés: nyirokerek és nyirokcsomók(vasa lymphatica et nodi lymphatici)
A hasüregi szervek bőséges nyirokérrendszere az alsó végtagok és a testfal nyirokereivel együtt egy tágultabb nyirokérszakaszba (cysterna chyli) szedődik össze az első ágyéki csigolya magasságában. Ebből indul ki a mellvezeték (ductus thoracicus), amely a bal vénás szögletbe torkollik. Nagyon sok nyirokcsomó van a bélfodorban és a nagyerek mentén. A belek falában összekapcsolódott (aggregált) és magányos (soliter) nyiroktüszők tömege található. (A nyirokrendszer túlnyomó része az emésztőrendszerben található.)